# 2002 VB131
2002 VB131 est un objet transneptunien faisant partie des cubewanos. 

## Caractéristiques
2002 VB131 mesure environ 170 km de diamètre.